# Schildhalter

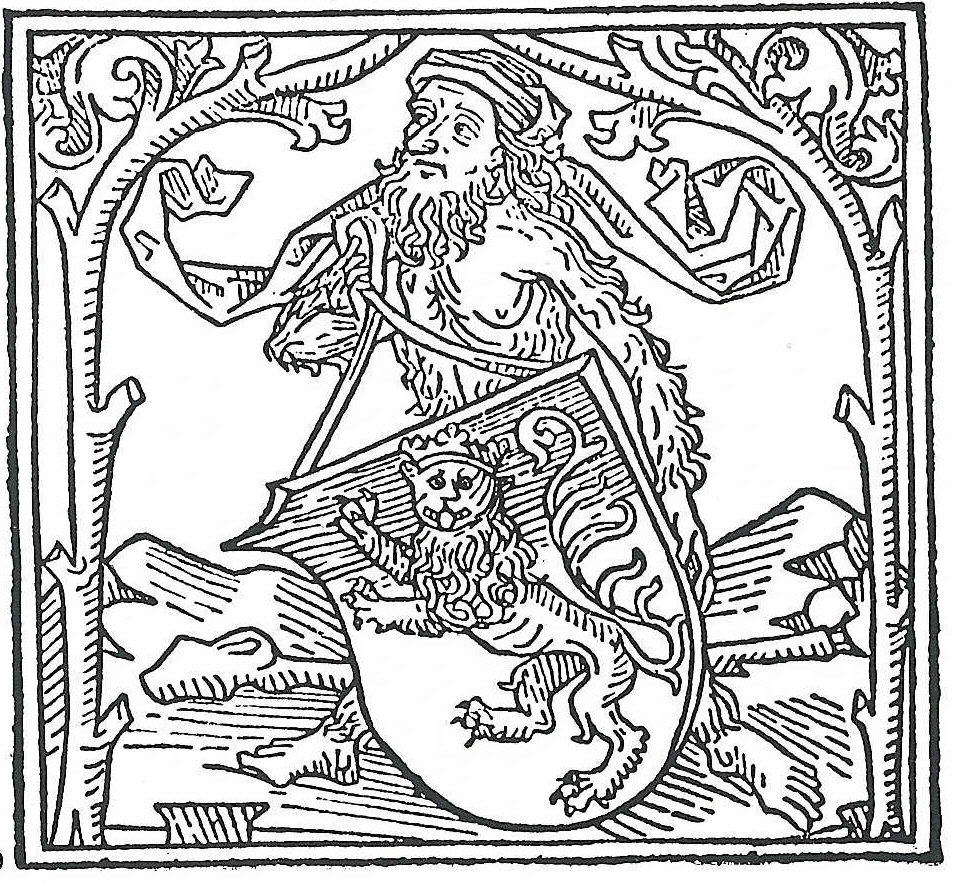
Frühe Form eines Schildhalters von 1477: Wilder Mann mit umgehängtem Wappen

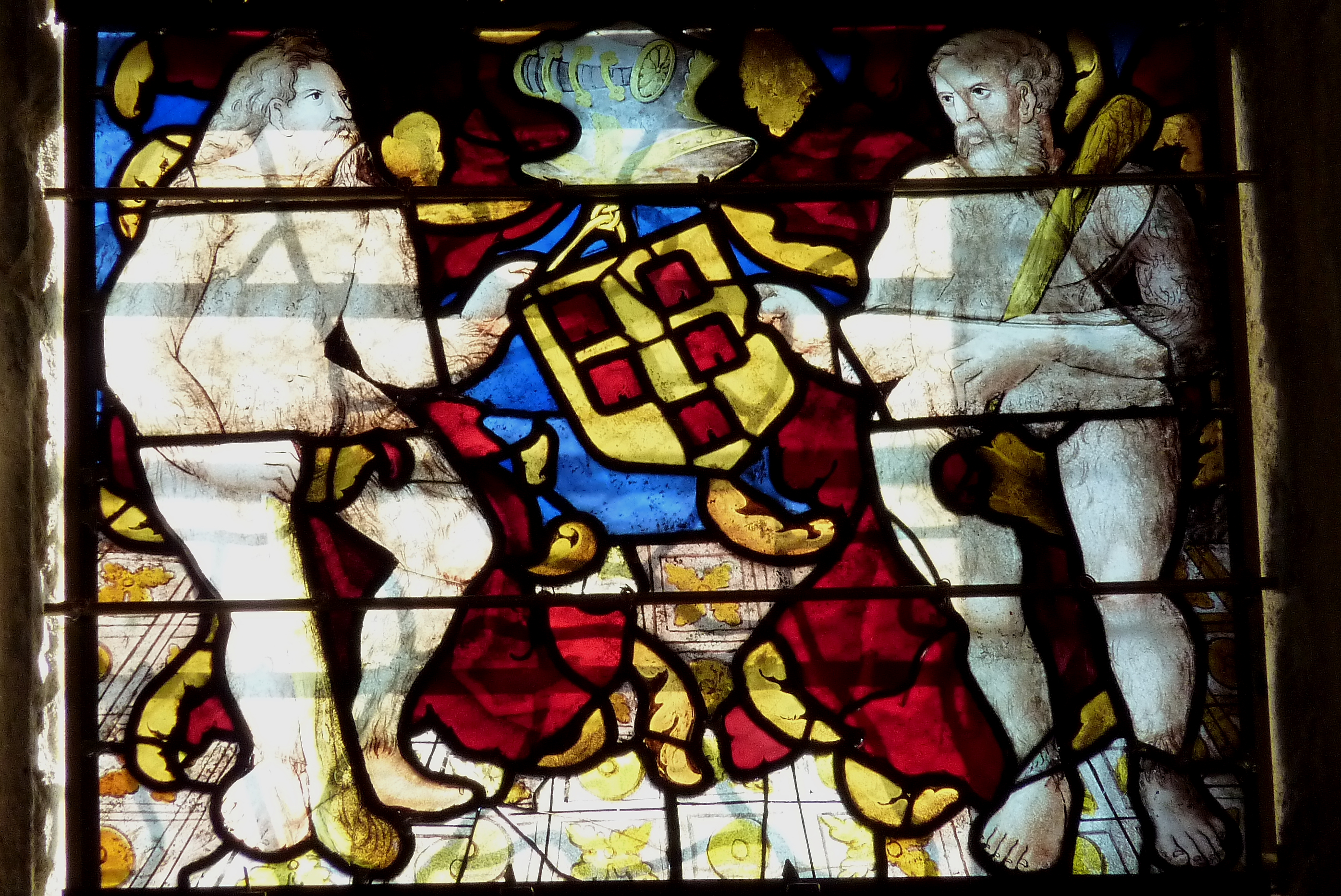
Schildhalter auf einem Bleiglasfenster in der Pfarrkirche Saint-Cyr-et-Sainte-Julitte in Crouy-sur-Ourcq

Wappen der Stadt Kamenz mit Schildhaltern im Wappenschild als Gemeine Figur und nicht daneben

Zwei Schildbuben halten das Wappen von ’s-Gravendeel

Schildhalter (früher auch Wappenknecht) werden in der Heraldik hinter, neben oder unter dem Schild eines Wappens befindliche Gestalten genannt (meist Menschen oder Tiere, aber auch Objekte wie Säulen, Flaggen oder Bäume), die auf einem geeigneten Boden, Rasen, Gesims, Konsole, Podest, einer ornamentalen Ranke oder Ähnlichem stehen. Nur Engelsfiguren dürfen fliegen. Sie treten einzeln oder paarweise, gleichartig oder verschieden neben oder hinter dem Schild auf, tragen, halten oder stützen ihn. Diese Darstellung ist aber oft nur beim Hauptwappen oder dem sogenannten Großen Wappen üblich. Der Zusammenhalt der Darstellung wird oft mit dem Wappenzelt unterstrichen.
Es existieren außerdem weitere Begriffe für Schildhalter: Wappenhalter, Schildbuben, Wappenstütze und auch Garde.

## Beschreibung
Die Schildhalter sind aus dem Siegel hervorgegangen. Sie dienten auf ihnen zur Belebung der freien Flächen.
Ein Siegel mit Wappendarstellung aus dem Jahre 1195 ist der älteste Beleg für einen Schildhalter. Es zeigt einen Löwen mit umgehängtem Schild.
Schildhalter gehören gemäß den heraldischen Regeln zu den Pracht- oder Prunkstücken eines Wappens. Das heißt, sie waren ursprünglich nicht fest definierter Bestandteil des Vollwappens. Sie machten keine zusätzlichen Aussagen über den Wappeninhaber und waren nicht von bestimmten Rechten abhängig. Ferner dienten sie lediglich als Dekoration, konnten jederzeit entfallen und waren auch nicht erblich.
Eine andere und wenig gebräuchliche Darstellung von Schildhaltern ist jene im Wappen. Hier halten sie ein kleineres Schild und gehören dann nicht mehr zu den Prachtstücken, sondern sie werden zur gemeinen Figur gerechnet. Beispiele hierfür sind die Stadtwappen von Kamenz und Brand-Erbisdorf.
Seit Mitte des 17. Jahrhunderts wurde es jedoch üblich, Schildhalter diplommäßig und erblich zu verleihen. Auch eine Reihe landesherrlicher Wappen haben bestimmte Schildhalter, die durch Verordnungen ein für alle Mal festgesetzt sind.
Verbreitet als Schild- oder Wappenhalter sind die wilden Männer, dargestellt als nackte, bärtige, stark behaarte, Keulen haltende Wilde, die die Scham mit einem Blatt oder einem Blättergürtel verdecken. Diese Wappenhalter werden oft unheraldisch in Naturfarbe tingiert.
Andere Formen sind Heilige oder Kirchenvertreter, die oft mit einem Heiligenschein (Nimbus) umgeben sind. Sie halten oft einen Krummstab oder andere heilige Insignien.
Die Darstellung der Halter geschieht oft so, dass sie in einer Hand oder mit dem Vorderfuß bei Tieren Lanzen, Fahnen oder Kreuze zur Wappenaufwertung halten können. Nicht selten werden ihnen auch Orden oder Ordensketten umgehängt.
Von den Wappentieren werden zum Beispiel häufig die Löwen, Einhorne, Greifen oder Bären verwendet. Bisweilen sind die mystischen Wappenfiguren in Gebrauch. Bei der Blasonierung ist Haltung und Blickrichtung der Tiere zu beachten und folgt den Regeln der Schildbeschreibung. Sie können steigend, stehend, springend am Schild sein und den Betrachter ansehen (en face gestellt), widersehend oder rückgewendet sein. Häufig ist eine Bekrönung der Schildhalter vorgenommen. Selten werden liegende Figuren genommen. Die Tingierung unterliegt den heraldischen Farbregeln.
Sind auf dem Hauptschild viele Helme aufgesetzt, hat sich eingebürgert, dass die äußeren Helme den Schildhaltern aufgesetzt werden.
In England gelten die Schildhalter als besondere Ehrenzeichen, die nach wie vor amtlich verliehen werden.
Mit Landwächter werden die vier Wappenhalter des isländischen Staatswappens bezeichnet. Es sind Stier, Adler, Drache und Wikinger. Die Sage erzählt, dass diese Schildhalter die Insel vor dem König der Dänen geschützt haben.

## Beispiele

### Ein Schildhalter

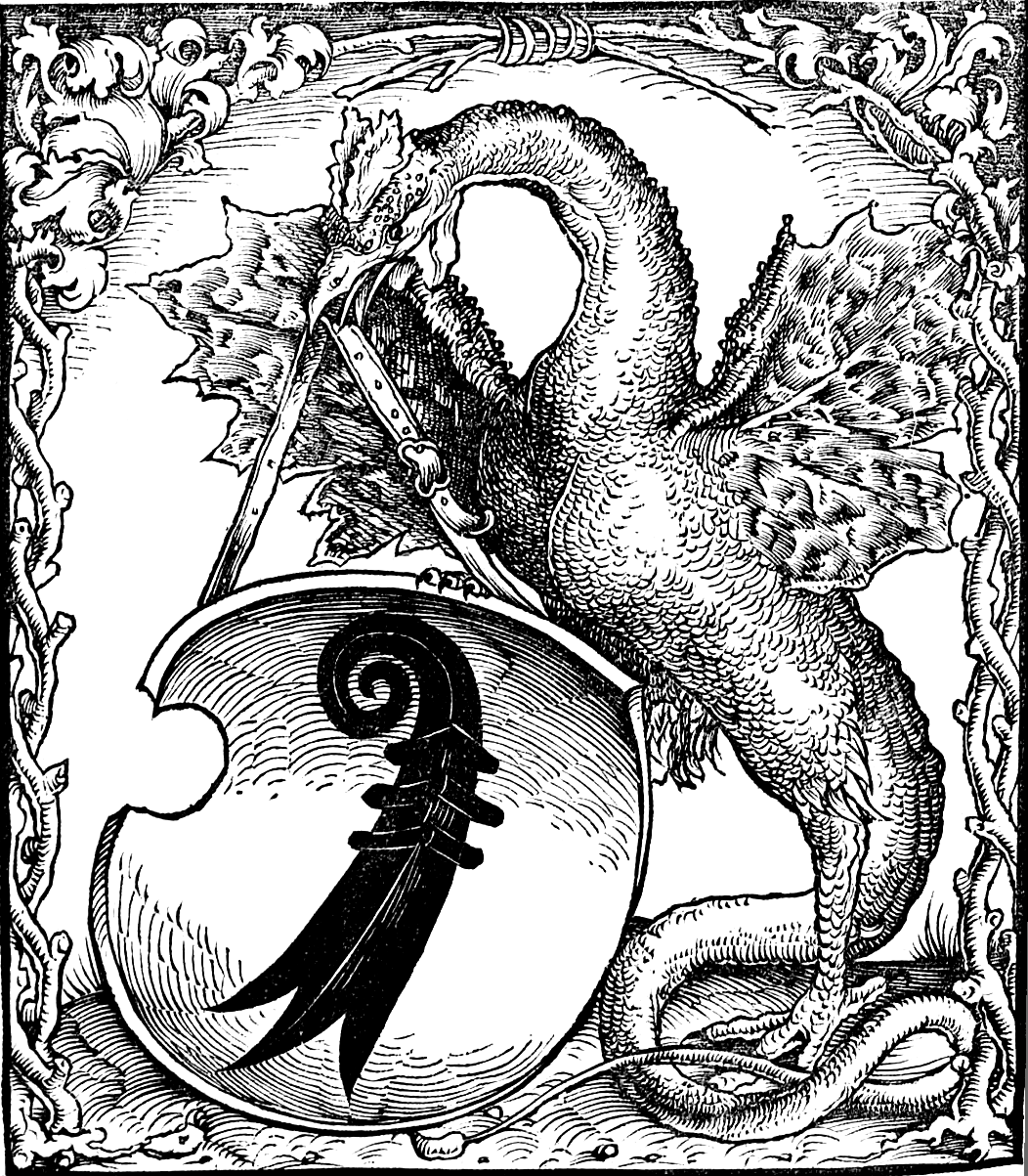
Wappen Basels: ein Basilisk (Original gespiegelt)
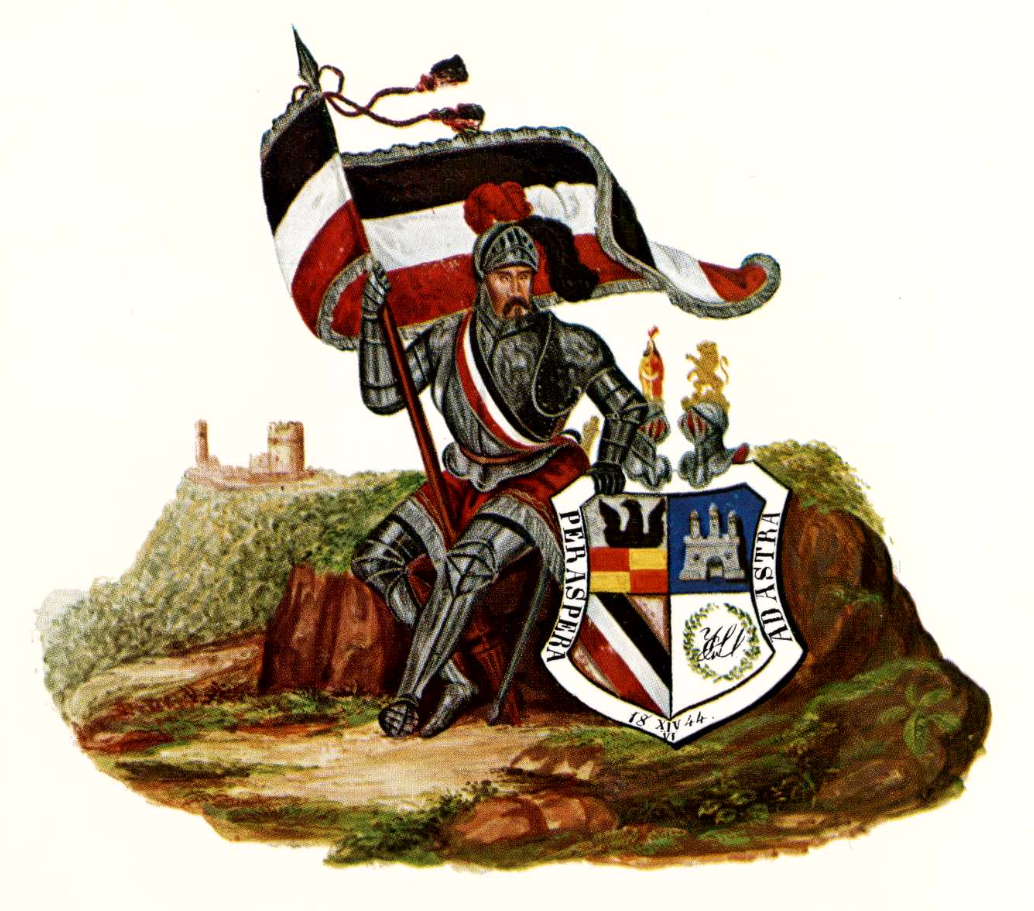
Spätromantische Darstellung des Wappens einer Studentenverbindung (1844) mit Ritter
Ein Adler als Schildhalter im Wappen der Republik Österreich (siehe auch Brustschild)
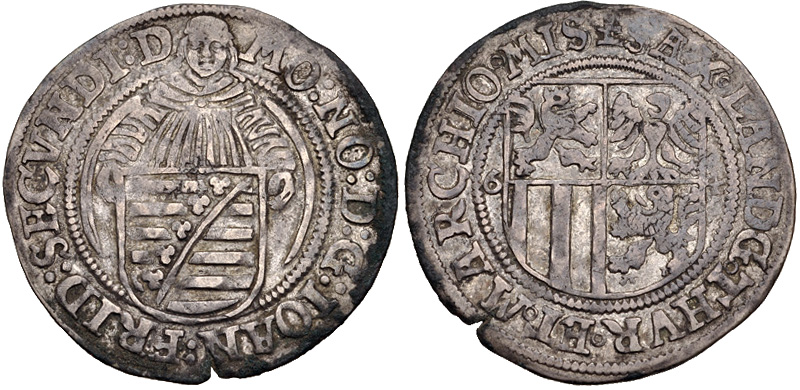
Ein Engel als Schildhalter auf Alleinprägungen Johann Friedrichs II. von Sachsen, Schreckenberger von (15)64
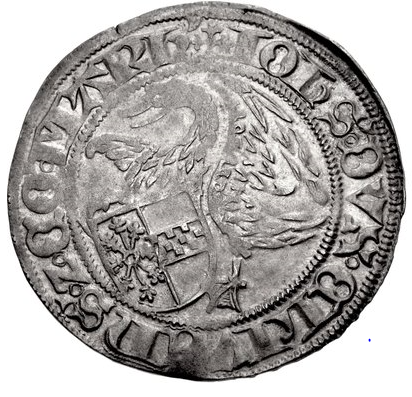
Ein Schwan als Schildhalter auf einem Schwanenstüber von 1485

### Zwei Schildhalter

Großes Wappen Bayerns: zwei Löwen
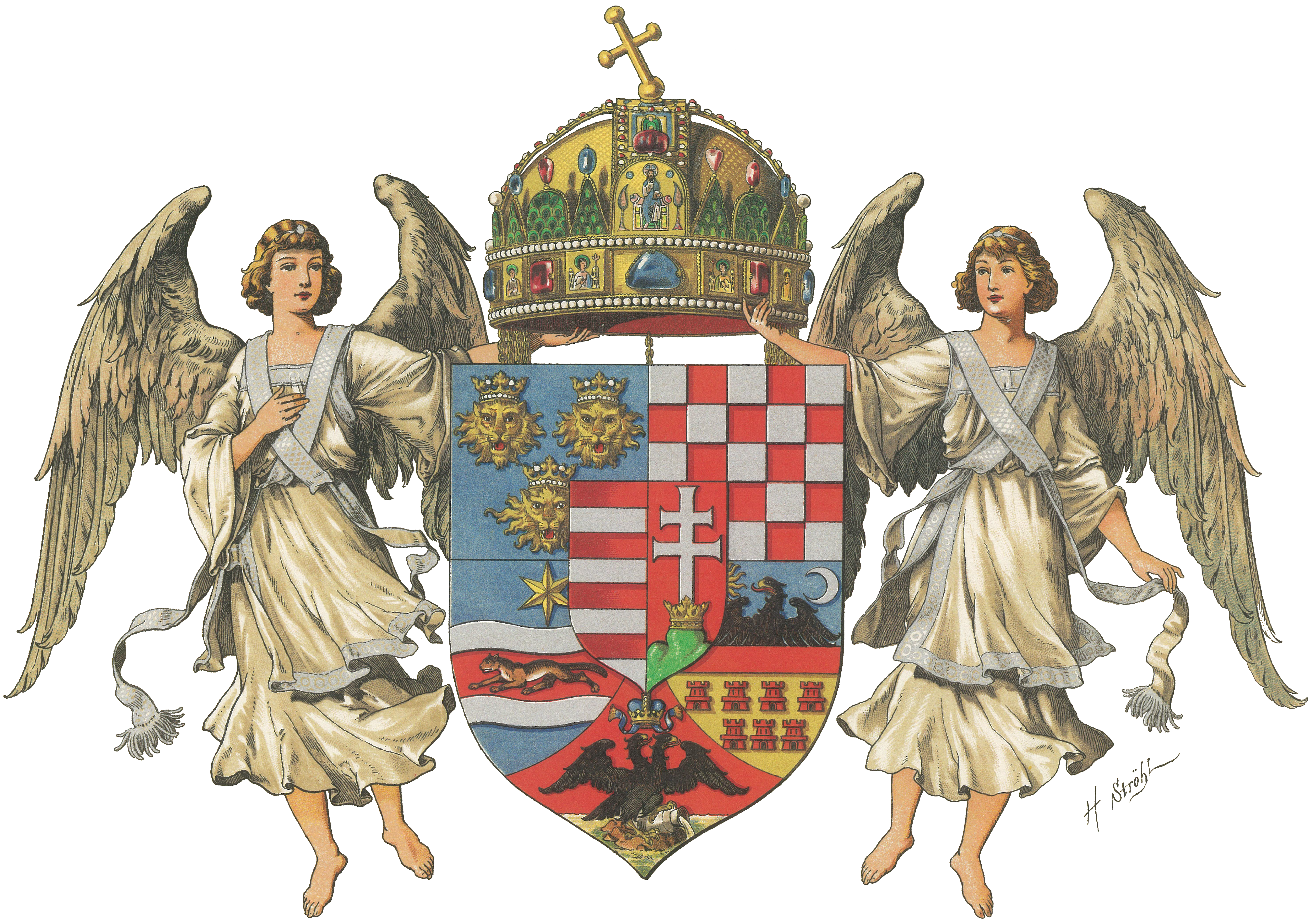
Älteres Wappen Ungarns: zwei Engel
Wappen Lesothos: zwei Basutho-Pferde
Wappen Baden-Württembergs: württembergischer Hirsch und badischer Greif
Bassum u. a. mit Mauerkrone auf einem Sockel
Wappen der Grafen Finck von Finckenstein: zwei Löwen
Wappen Südgeorgiens und der Südlichen Sandwichinseln: eine Robbe und ein Pinguin
Wappen Australiens: Känguru und Emu
Wappen Dominicas: Zwei Kaiseramazonen
Wappen des Vereinigten Königreichs: Löwe und Einhorn (inoffizielle Nachzeichnung)
Moderne Variante des städtischen Wappens in Zürich
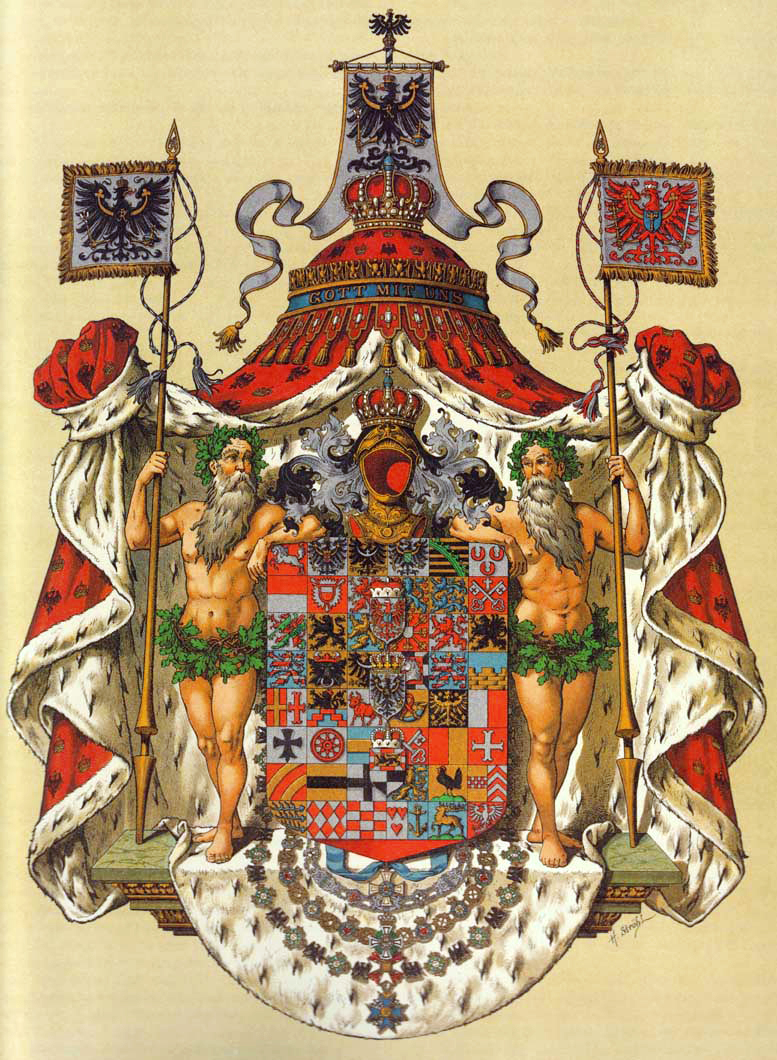
Großes Wappen Preußens: zwei Männer
Zwei Meerfrauen als Schildhalter im Wappen von Karlovac
Im Wappen Tansanias ist ein Menschenpaar Schildhalter (Naturvolk)
Zaanstad zeigt ein Walfischpaar
Zwei Bäume als Schildhalter (Rio Grande do Norte, Brasilien)
Zwei Ls als Schildhalter stehen für die doppelte Loyalität (Valencia, Spanien)
Die Säulen des Herakles als Schildhalter (Wappen Spaniens)

### Drei und mehr Schildhalter

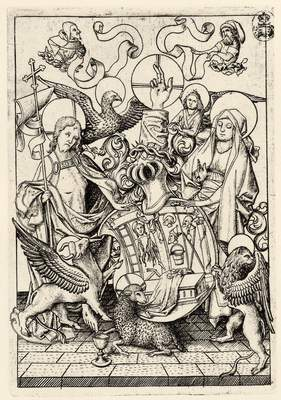
Passionswappen mit Gotteslamm: Jesus und Maria
Vier Schildhalter (Wappen Islands)
Mehrere Flaggen als Schildhalter (Supreme Headquarters Allied Powers Europe)
Mehrere Waffen als Schildhalter (historisches Wappen Chiles, 1819–1834)